# Matilde Ucelay

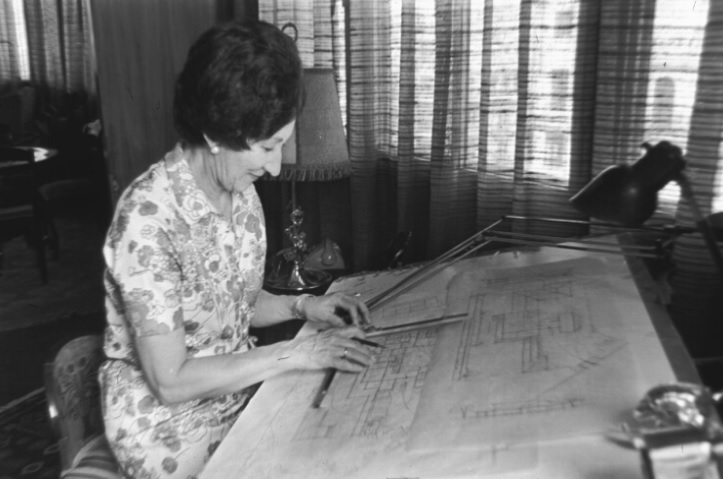
Matilde Ucelay Aufnahme aus dem Familienarchiv

Matilde Ucelay Maortua (* 1912 in Madrid; † 24. November 2008 ebenda) war eine spanische Architektin. Sie war die erste Frau, die in Spanien einen Abschluss in Architektur erhielt (1936), und wurde 2004 mit dem Premio Nacional de Arquitectura de España ausgezeichnet.

## Leben
Ucelay war die älteste von vier Töchtern des Rechtsanwalts Enrique Ucelay Sanz und der Bühnenregisseurin Pura Maortua. Ihre Schwestern waren Luz, der Hispanistin Margarita und Carmen Ucelay.
Ucelay besuchte das Gymnasium Instituto-Escuela mit ausgezeichneten akademischen Leistungen und lernte außerdem Klavier. Im Jahr 1931 begann sie ihr Studium an der Fakultät für Architektur der Universidad de Madrid, zusammen mit Lali Úrcula, die ihr Studium nicht abschloss, und María Cristina Gonzalo Pintor. Matilde Ucelay belegte Kurse bei Fernando Chueca Goitia und schloss ihr Studium ab. In ihren ersten Jahren als Studentin war sie aktives Mitglied der Federación Universitaria Escolar (FUE). Er schloss ihr Studium im Juni 1936 ein Jahr früher als geplant ab.
Am 10. Juli 1936 wurde sie im Hotel Nacional von Kollegen und Freunden als erste spanische Absolventin in Architektur geehrt. Die Veranstaltung fand im Beisein des Innenministers Amós Salvador Carreras, ebenfalls ein Architekt, und weiteren Persönlichkeiten der damaligen Zeit, wie dem Architekten Teodoro de Anasagasti, statt. 1936 war sie als einzige Frau Mitglied des Verwaltungsrats des Colegio Oficial de Arquitectos de Madrid (COAM) (entspricht der Architektenkammer), bis sie mit ihrer Familie nach Valencia zog. Zu dieser Zeit war ihr Vater schwer krank und wurde zudem bedroht, so dass die Familie beschloss Madrid zu verlassen.
Im Januar 1937 heiratete sie in Valencia José Ruiz Castillo, einen Rechtsanwalt und Beamten im Landwirtschaftsministerium, der einer bekannten Madrider Verlegerfamilie angehörte. Der Vater von Ruiz Castillo war Eigentümer von Biblioteca Nueva, dessen Leitung Ruiz Castillo erbte. Das Paar hatte zwei Söhne: José Enrique und Javier.
Nach dem Ende des Spanischen Bürgerkriegs wurde sie wegen ihrer Mitarbeit im Vorstand der Architektenkammer von Madrid im Jahr 1936 mehrfach vor ein Kriegsgericht gestellt und von der Generaldirektion für Architektur wegen auxilio a la rebelión („Unterstützung der Rebellion“) verfolgt. Bei dem Prozess sagten zahlreiche Personen für sie aus. Trotzdem wurde sie am 9. Juli 1942 zu einem lebenslangen Ausschluss von öffentlichen Ämtern, Verwaltungs- und Vertrauenspositionen, einem fünfjährigen Verbot der privaten Berufsausübung und einer Geldstrafe vom 30.000 Peseten verurteilt. Das 1936 erworbene Diplom wurde ihr erst 1946 offiziell ausgestellt. Noch in den 1950er Jahren wurde ihre Kandidatur für den Vorstand der Asociación de Mujeres Universitarias, deren Mitgründerin sie mit der Mitgliedsnummer 7 war, von den franquistischen Behörden abgelehnt.
Erst 1998 wurde sie von der Asociación La Mujer Construye öffentlich als erste Frau geehrt, die in Spanien ein Architekturdiplom erhielt. 2004 wurde sie mit dem nationalen Architekturpreis Premio Nacional de Arquitectura de España ausgezeichnet. Zwei Jahre später nahm sie als Vertreterin Spaniens an der Architekturbiennale von Venedig im spanischen Pavillon España [f.] nosotras, las ciudades teil.
Ucelay starb am 24. November 2008 in Madrid.
2018 wurde im Madrider Stadtrat beschlossen, einen Garten im Stadtteil Chamberí nach ihr zu benennen.

## Werk
Im Laufe ihres langen Berufslebens realisierte sie zwischen 1940 und 1981 etwa 120 Projekte. Diejenigen, die sie vor 1945 ausführte, trugen nicht ihre Unterschrift, sondern die von Freunden wie Aurelio Botella, der ihre Projekte unterzeichnete, während sie mit Berufsverbot belegt war. Ihre Hauptkunden waren Angehörige der oberen Mittelschicht Madrids, viele von ihnen Ausländer, und viele von ihnen Frauen. Die 1953 errichtete Casa Oswald in Puerta de Hierro in Madrid öffnete ihr die Türen zur Oberschicht. Sie spezialisierte sich auf hochwertige Wohnarchitektur, die sich an eine kaufkräftige Klientel richtete, auf große Villen, von denen viele in den besten Gegenden der Hauptstadt lagen. Ihre Häuser zeichnen sich durch ihre Liebe zum Detail, ihre Aufmerksamkeit für das Leben der Menschen darin und ihr Bestreben aus, die beste architektonische Antwort auf die Bedürfnisse des Kunden zu geben.
- Casa Oswald[16]
- Casa Bernstein[17]
- Casa Marichalar[18]
- Casa de Ortega Spottorno[10]
- Casa Simone Ortega[19]
- Casa Benítez de Lugo, Las Palmas de Gran Canaria[8]
- Casa Margarita Ucelay auf Long Island für ihre Schwester[16]
- Casa Basala[8]
- Casa Auria[8]
- Buchhandlungen Turner und Hispano-Argentina in Madrid[4]
- Laboratorios Medix in Madrid[4]